# Leon Spencer
Leon Spencer Jr. (* 1. November 1945 in Houston, Texas; † 11. März 2012) war ein US-amerikanischer Soul-Jazz-Musiker (Orgel, Piano) und Bandleader.

## Werdegang
Leon Spencer begann bereits als Kind Klavier zu spielen und hatte über zehn Jahre Unterricht. Zu Beginn seiner Karriere trat er in Texas mit David „Fathead“ Newman auf, um dann ein Ingenieursstudium an der Texas Southern University aufzunehmen, das er an der University of Houston fortsetzte. Nach Ende seines Militärdienstes besuchte er ein Jimmy-Smith-Konzert und entschied sich, als Organist zu arbeiten. Zunächst begleitete er in Houston gastierende Künstler wie Peggy lee oder Lou Rawls. Außerdem trat er im Raum Texas mit seinem Schulfreund Melvin Sparks auf. 1969 zog Spencer für ein Vierteljahr nach Los Angeles, wo er seine ersten Aufnahmen mit dem Gitarristen Wilbert Longmire einspielte. 1970 ging Spencer nach New York und arbeitete wieder mit seinem Schulfreund Melvin Sparks. Spencer und Sparks wirkten zwischen 1970 und 1971 auf Lou Donaldsons Blue Note-Alben Pretty Things, The Scorpion und Cosmos mit.
Schon bald wurde Spencer durch seine eigenen Soul Jazz-Alben bekannt, die er Anfang der 1970er Jahre für Prestige Records einspielte, wie Sneak Preview (1970) Louisiana Slim (1971), Bad Walking Woman (1972)  und in Nonettbesetzung Where I'm Coming From (1973). Zu den mitwirkenden Musikern gehörten neben Sparks u. a. Grover Washington, Jr., Idris Muhammad, Hubert Laws, Sonny Fortune, Jon Faddis, Seldon Powell, Frank Wess, Joe Beck, George Duvivier, Grady Tate und Virgil Jones. Nach diesen Aufnahmen verließ Spencer das Musikgeschäft.

## Würdigung
Spencer war als Organist auf der Hammond-Orgel B 3 stark von Jimmy Smith beeinflusst. Die ersten beiden Prestige-LPs Sneak Preview und Louisiana Slim wurden unter dem Titel Roots of Acid Jazz 1997 wiederveröffentlicht. Bob Porter erwähnte dabei in den Liner Notes den ungewöhnlichen Gebrauch Spencers vom unteren Manual der Orgel, mit dem er neue Basslinien entwickelte.  Payne sieht ihn nicht als einfachen Jimmy Smith-Imitator; bei ihm „mische sich der kosmische Funk von Larry Young und Dr. Lonnie Smith mit dem exzentrischen Soul von Rockmusikern wie Gregg Rolie, Brian Auger, Steve Winwood oder Ray Manzarek“.

## Diskografie (Auswahl)

### Bandleader
- Sneak Preview! (Prestige, 1970; 1971) mit Melvin Sparks, Grover Washington Jr. und Idris Muhammad
- Louisiana Slim (Prestige, 1971) mit Melvin Sparks, Grover Washington Jr. und Idris Muhammad
- Bad Walking Woman (Prestige, 1972)
- Where I'm Coming From (Prestige, 1972/73; 1973) mit Grady Tate und Idris Muhammad
- Legends of Acid Jazz: Leon Spencer (Prestige, 1997)

### Begleitmusiker
für Lou Donaldson
- Hot Dog (Blue Note, 1969) mit Charles Earland und Idris Muhammad
- Pretty Things (Blue Note, 1970) mit Melvin Sparks, Blue Mitchell, Lonnie Smith und Idris Muhammad
- The Scorpion (Blue Note, 1970; 1995) mit Melvin Sparks und Idris Muhammad
- Cosmos (Blue Note, 1971) mit Melvin Sparks und Idris Muhammad

für Melvin Sparks
- Sparks! (Prestige, 1970; BGP/Ace 1993) mit Idris Muhammad
- Akilah! (Prestige, 1972; BGP/Ace 1993) mit Idris Muhammad